# La Guerre des pères

La Guerre des pères (Our Family Wedding) est un film américain réalisé par Rick Famuyiwa, sorti en 2011.

## Synopsis
Ce film raconte les semaines comiques et stressantes précédant le mariage d'un jeune couple surtout quand les pères respectifs font tout pour arrêter leur guerre.

## Fiche technique
- Titre original : Our Family Wedding
- Réalisation : Rick Famuyiwa
- Scénario : Wayne Conley, Malcolm Spellman, Rick Famuyiwa
- Durée : 90 minutes
- Pays :  États-Unis
- Date de sortie : 5 janvier 2011 en  France

## Distribution
- Forest Whitaker (VFB : Arnaud Léonard ; VQ : François L'Écuyer) : Brad Boyd
- America Ferrera (VFB : Fanny Roy ; VQ : Ariane-Li Simard-Côté) : Lucia Ramirez
- Carlos Mencia (VQ : Daniel Picard) : Miguel Ramirez
- Regina King (VQ : Anne Dorval) : Angela
- Lance Gross (VQ : Daniel Roy) : Marcus Boyd
- Diana Maria Riva (VQ : Valérie Gagné) : Sonia Ramirez
- Lupe Ontiveros (VQ : Élizabeth Chouvalidzé) : Maman Cecilia
- Anjelah Johnson (VQ : Émilie Bibeau) : Isabella Ramirez
- Charlie Murphy (VQ : Benoit Rousseau) : T.J.
- Vivek Shah : Maître d'hôtel
- Shannyn Sossamon : Ashley McPhee
- Tonita Castro : Tante Rosita
- Anna Maria Horsford (VQ : Madeleine Arsenault) : Diane Boyd
- Warren Sapp : Wendell Boyd
- Shondrella Avery (VQ : Véronique Marchand) : Keisha Boyd
- Sterling Ardrey : Ardom Boyd
- Skylan Brooks : Buddy Boyd
- Castulo Guerra : Père Paez
- Joseph Mencia : Manny Ramirez
- Matt Sauter : Serveur
- Paul Costa : Mixologiste
- Joaquin Pastor : DJ Spin-Sane
- James Lesure : Officier Turman
- Alejandro Patino : Conducteur du camion de chèvres
- Jacqueline Mazarella : Propriétaire du magasin de robes
- Joseph Vassallo : Propriétaire du magasin de smokings
- Ella Joyce (en) : Earlene
- Sy Richardson : Sonny
- Noel G. : Raymond Mata
- Charles Grisham : Joueur à Westside
- Caroline Aaron : Elaine
- Mimi Michaels : Femme en état d'ébriété #1
- Carlee Avers : Femme en état d'ébriété #2
- Hayley Marie Norman : Sienna
- Gordon E. James : Membre d'une fraternité #2
- Gina Rodriguez : Demoiselle d'honneur
- Gabriel G. Alvarez : Cousin Jaime
- Délé Ogundiran : Cheryl
- Ed Pelle : Fred B
- Brad Potts : Sergent de police
- Taye Diggs (VQ : Martin Desgagné) : Greg (non-crédité)